# Samuel Linde
Samuel Gottlieb Linde, nebo také Samuel Bogumił Linde, (20. dubna 1771, Toruň – 8. srpna 1847, Varšava) byl polský pedagog, jazykovědec a lexikograf německo-švédského původu.

## Životopis
Byl synem švédského imigranta Johanna Jakobsena Lindta, který se stal v Toruni zámečníkem a radním, a dcery kameníka - Anny Barbary Langenhanové. Jeho starší bratr Johann Wilhelm Linde (1760-1840) byl farářem a školním inspektorem v Gdaňsku.
Linde studoval práva, filologii a teologii na univerzitě v Lipsku. Po smrti jednoho z lektorů převzal Linde výuku polského jazyka a literatury, musel se však napřed polštinu naučit. K tomu mu byli nápomocni Poláci žijící v Lipsku a Drážďanech. Ve vědecké činnosti pokračoval ve Varšavě a Vídni.
V roce 1803 byl povolán do Varšavy, kde působil jako rektor Královského pruského lycea a knihovník. V roce 1807 publikoval Linde, přes probíhající napoleonské války, slovník, na kterém mnoho let pracoval s několika dalšími Poláky. Słownik języka polskiego, první vědecký slovník polštiny, je považován za jeho hlavní dílo.
Byl čestným členem mnoha vědeckých společností. Je pohřben ve Varšavě na evangelickém hřbitově německé obce augšpurské konfese.
Partnerská města Göttingen a Toruň zřídily na jeho počest Samuel-Bogumil-Linde-Preis.

## Publikace
- Słownik języka polskiego
- De solatiis adversus mortis horrores in Platone et Novo Testamento obuiis commentatio. Lipsko: Klaubarth, 1792 (dizertační práce)
- Vincent Kadlubek, ein historisch-kritischer Beytrag, Joseph Maximilian Ossolinski a Samuel Gottlieb Linde, Varšava 1822

Překlady z polštiny
- Joseph Mikoscha: Reise eines Polen durch die Moldau nach der Türkey. Lipsko: Crusius, 1793
- Franciszek Ksawery Dmochowski / Hugo Kołłątaj / Ignacy Potocki: Vom Entstehen und Untergange der Polnischen Konstitution vom 3ten May 1791. Lemberg / Lipsko: Fleischer, 1793 (Digitalizovaná verze: díl 1, díl 2)